# Opatovický vrch
Opatovický vrch (421 m n. m.) je kopec ve Středočeském kraji, v jižní části okresu Kolín v katastrálním území Opatovice. Leží 5,5 km západně od města Kutná Hora a 1 km jižně od Opatovic, části obce Červené Pečky. Starší zdroje udávají nadmořskou výšku Opatovického vrchu o 1–2 m nižší – 419 až 420 m n. m.
Opatovický vrch je nejvyšším bodem Českobrodského bioregionu.

## Popis
Vrchol je zalesněn, zajímavé výhledy jsou z jižního úbočí. Na vrcholu vystupují početné skalní výchozy a jsou zde vegetací porostlé prohlubně po těžbě kamene, snad křemene dobývaného pro užití ve sklářství. Geologicky tvoří vrch pararuly a zhruba severojižně orientovaná žíla migmatitu gföhlské skupiny moldanubika. Půdní pokryv vrchu tvoří kambizemě modální, na jihozápadním úpatí pak hnědozemě modální.
Skalní výchoz při vrcholu o výšce 3,5 m pojmenovaný Bethlehem nabízí několik horolezeckých cest obtížnosti od 2 do 6C Fb. Další terén jménem Střevíc se nalézá v přilehlé Opatovické oboře, která je průchozí.
Opatovický vrch je druhým nejvyšším ze skupiny sedmi vrchů (v čele s Vysokou), která vytváří srážkový stín v oblasti Miskovic–Kutné Hory. Tuto oblast zároveň chrání před působením západního až severozápadního větru.

## Historie
Ve sporu o nástupnictví místem táhlo vojsko Konráda II. Znojemského a jeho spojenců ve snaze uchvátit knížecí trůn. Cestou z Moravy muselo projít mezi Opatovickým vrchem a kopcem Vysoká (470 m). Na cestě do Prahy se jim postavil kníže Vladislav II. se slabšími silami, které zaujaly výhodnější polohu na svazích vrchu Vysoká. Bitva byla svedena 25. dubna 1142 na blíže neznámém místě.
Přes propast času nelze spolehlivě rozhodnout, zdali jméno nedaleké vsi Bojiště odkazuje k dávné bitvě.